# Lokakshema
Lokakshema (IAST: Lokakṣema), terme sanskrit signifiant « prospérité du monde », Zhī Lóujiāchèn (支婁迦讖) ou Zhī Chèn (支讖) en chinois, est le nom d'un traducteur pionnier connu pour ses travaux sur les  textes du bouddhisme mahāyāna retranscrit du sanskrit, entre autres, en  chinois.
Né au Gandhara probablement au milieu du IIe siècle, il venait de l’Empire kouchan et appartenait à l’ethnie Yuezhi (月支) comme l’indique le Zhi (支) de son nom en chinois. Il arrive vers 167 à Luoyang et réalise de nombreuses traductions entre 178 et 189. Parmi ses cotraducteurs se trouve Zhu Shuofo (竺朔佛). 
L’empereur kouchan Kanishka avait organisé au début du IIe siècle le quatrième concile bouddhique, appelé ultérieurement « concile des moines hérétiques » par le courant theravāda car les Kouchans semblent avoir favorisé le mahāyāna. De nombreux textes en prakrit ou en langues locales y avaient été retranscrits en sanscrit.
Au IIe siècle, plusieurs centaines de Yuezhi deviennent chinois et participent à la propagation du bouddhisme, leur religion. Zhi Chen en compte parmi ses disciples : Zhi Yao (支曜), traducteur du Cheng ju guangming jing (成具光明經), Zhi Liang (支亮) et selon certains Zhi Qian (支謙).

## Traductions
Il n’existe aucune liste officielle de ses traductions. Effectuées à une époque où le bouddhisme est encore peu familier aux Chinois, elles restent proches du texte d'origine aussi bien pour la structure que pour la transcription des termes sanscrits. Le vocabulaire taoïste y est utilisé pour traduire plusieurs notions. Les deux textes qui auront le plus d’influence, traduits en 179, sont : 
- Le Soutra de la Pratique de la Voie de la Prajñāpāramitā (Daoxing bore jing 般若道行经), texte prajnaparamita en 10 fascicules ; dans la première moitié du IIIe siècle, Zhu Shixing (朱世行) fera quatre voyages pour compléter cet ensemble important.
- Le Pratyutpanna samadhi sūtra (Bozhou sanmei jing 般舟三昧经) en 2 fascicules à l’origine, 3 de nos jours ; il appartient à l’ensemble Ratnakuta-sutra et contient les premières mentions d’Amitābha, Bouddha de la Terre Pure.

Parmi les autres traductions : 
- Shurangama (Shoulengyan jing 首楞严经) en 2 fascicules, traduit en 185, qui ne s’est pas conservé ; la traduction actuelle date du VIIIe siècle.
- Asheshi wang jing (阿闍世王经, 2 fasc.), Wenshu jing (问署经, 1fasc.), Neizang baibao jing (内藏百宝经, 2 fasc) ; Manjusri, dont le culte se développera durant les dynasties du Nord et du Sud, y occupe une place importante.
- Ratnakuta-sutra ou Baoji jing (宝积经) - ou Yiri moni baojing (遺日摩尼寶經) - 1 fasc. et  Achu foguo jing (阿閦佛国经, 1 fasc.), l’un des premiers textes introduisant le Bouddha Akshobhya en Chine.
- Dousha jing (兜沙经, 1 fasc), premier texte en Chine de l’ensemble Avatamsaka.
- Fangdengbu gupin yue yiri shuo bore jing (方等部古品曰遗日说般若经, 1 fasc.), Hu bonihuan jing (胡般泥洹经1 fasc.), Boben jing (孛本经, 2 fasc.), perdus ; Za piyu jing (雜譬喩經), Wuliang qingjing pingdeng jue jing (無量淸淨平等覺經), Foshuo dunzhentuoluo suowen rulai sanmei jing (佛說伅真陀羅所問如來三昧經).